# Färingtofta landskommun
Färingtofta landskommun var en tidigare kommun i dåvarande Kristianstads län.

## Administrativ historik
Kommunen bildades i Färingtofta socken i Norra Åsbo härad i Skåne när 1862 års kommunalförordningar trädde i kraft.
Vid kommunreformen 1952 uppgick kommunen i Riseberga landskommun som 1974 uppgick i Klippans kommun.

## Politik

### Mandatfördelning i Färingtofta landskommun 1938-1946
| 7 | 13 |

| 20 |

| 6 | 12 | 2 |

| 19 |

| 5 | 15 |

| 18 |